# 安昌乡
安昌乡，是中华人民共和国湖南省常德市安乡县下辖的一个乡镇级行政单位。

## 行政区划
安昌乡下辖以下地区：
三仙咀社区、黄狮嘴村、大中村、何家铺村、南堤拐村、白粉嘴村、金家垱村、宝塔村、梅家洲村、喻家渡村、五福桥村、六合垸村和丁家渡村。